# Dvorská komora
Dvorská komora (německy Hofkammmer) byl poradní orgán ve věcech finančních zřízený 1. ledna 1527 při dvoře Ferdinanda I. Jeden ze tří ústředních správních úřadů zřízený v předbělohorském období pro všechny země pod vládou Habsburků (ostatní byly tajná rada, dvorská rada vojenská).

## Historie
Již za předchozí vlády Jagellonců byla vytvořena personální unie českého a uherského království. Jagellonští panovníci v obou zemích vládli pomocí zemských úřadů, nebyly vytvořeny žádné společné instituce pro všechny země. Až s nástupem Ferdinanda I. se situace změnila, pod habsburskou vládou se ocitlo České a Uherské království a rakouské země. Ferdinand I. Habsburský využil neomezené pravomoci panovníka v zahraniční politice, vojenství a ve věcech finančních a vytvořil pro tyto oblasti společné orgány všech svých zemí. Formálně se mělo jednat o poradní orgány, fakticky měly velký vliv, jelikož panovník podle jejich rad sám rozhodl a pak formálně příslušné rozhodnutí provedl příslušný zemský úřad. Tyto společné orgány byly v duchu tehdejšího humanistického učeného jazykového úzu někdy nazývány jako nejvyšší „dikasterie“ (z řečtiny), později také jako „kolegia“, protože se jednalo o orgány sborové.

## Složení a působnost
Dvorská komora se původně se skládala ze šacmistra a několika radů. Instrukcí z roku 1537 byla plně přeorganizována, v čele stál šacmistr (Schatzmeister, superintendent), od roku 1568 prezident (Hofkammerpresident) a vedle něho byli čtyři radové. Platby přijímal a peníze vyplácel dvorský pokladník (Hofzahlmeister), od roku 1544 byli pokladnici dva, z nichž jeden se nazýval dvorský a druhý (od roku 1568) dvorský vojenský. Komoře byla přidělena samostatná kancelář se dvěma sekretáři.
Dvorská komora byla určena pro jednotné vedení příjmů a výdajů panovníka a také pro jejich ústřední kontrolu. Do dvorské komory přicházely přebytky z komor zemských, výpůjčky panovníkovy, z čehož se vyplácely výdaje na dvůr, vojsko a centrální úřady. Podřízeny jí byly zemské komory, mezi něž patřila i česká komora. Za spoluúčasti dvorské komory byly vydávány instrukce pro zemské komory. Podle instrukce z r. 1568 byla podřízenost zemských komor dvorské komoře zesílena. Avšak strany nemohly jednat s dvorskou komorou přímou, ale pouze prostřednictvím české komory nebo komory příslušné země. Formálně tak nejvyšším finančním úřadem v České koruně zůstávala česká komora, fakticky však byla podřízena komoře dvorské. V důležitých záležitostech rozhodoval osobně panovník po předchozím přednesu dvorské komoře.

## Nástupné instituce
Dvorská komora přetrvala až do počátku 19. století. V průběhu druhé poloviny 18. století byly pro finanční záležitosti vedle ní zřizovány další speciální ústřední finanční úřady. Poměry se tu změnily pětkrát nebo šestkrát. Roku 1802 byla posléze trvale zřízena dvorská komora a bankodeputace pro správu státního hospodářství celého habsburského mocnářství; od roku 1816 tento orgán nesl název všeobecná dvorská komora. Roku 1813 byl mimoto zřízen zvláštní ministr financí, který měl nejvyšší dozor nad financemi celého soustátí.

## Prezidenti dvorské komory
- 1637–1648 Oldřich František Libštejnský z Kolovrat[1] (28. 7. 1607 Žichovice – 3. 1. 1650 České Budějovice)
- 1648–1657 David Ungnad hrabě z Weissenwolfu (1604–1672)[2]
- 1657–1680 Jiří Ludvík hrabě ze Sinzendorfu[3] (17. 6. 1616 Isenburg – 14. 12. 1681 Vídeň), údajně se dopustil defraudací, proto byl odvolán.[4]
- 1680–1694 neobsazeno
- 1694–1698 Seifried Christoph hrabě Breuner[5]
- 1698–1700 Gundakar Tomáš hrabě ze Starhembergu (viceprezident pověřený řízením)[5]
- 1700–1703 Gotthard Heinrich hrabě Salaburg[5]
- 1703–1715 Gundakar Tomáš ze Starhembergu[5]
- 1716–1719 Franz Anton hrabě Walsegg[5]
- 1719–1755 Johann Franz Gottfried hrabě Dietrichstein[5]
- 1762–1765 Johann Seyfried hrabě Herberstein[5]
- 1772–1782 Leopold Vilém Jan hrabě Kolowrat-Krakowský[5]
- 1809 (15. 7.) - 1813 (16. 4.) Josef František hrabě z Wallisu ( 31. 8. 1767 Praha – 18. 11. 1818 Vídeň)